# Чистовское сельское поселение (Омская область)
Чистовское се́льское поселе́ние — муниципальное образование в Оконешниковском районе Омской области Российской Федерации.
Административный центр — село Чистово.

## История
Статус и границы сельского поселения установлены Законом Омской области от 30 июля 2004 года № 548-ОЗ «О границах и статусе муниципальных образований Омской области».

## Население
| 2010  | 2011  | 2012  | 2013  | 2014  | 2015  | 2016  |
| ----- | ----- | ----- | ----- | ----- | ----- | ----- |
| 1287  | ↘1281 | ↘1262 | ↘1244 | ↘1241 | ↘1206 | ↘1201 |
| 2017  | 2018  | 2019  | 2020  | 2021  | 2023  |       |
| ↘1181 | ↘1180 | ↘1167 | ↘1132 | ↘946  | ↘897  |       |

## Состав сельского поселения
| № | Населённый пункт | Тип населённого пункта       | Население |
| - | ---------------- | ---------------------------- | --------- |
| 1 | Алексеевка       | деревня                      | ↘174      |
| 2 | Чистово          | село, административный центр | ↘909      |
| 3 | Язово            | деревня                      | ↘204      |

### Упразднённые населённые пункты
Большой Куст — упразднённый в 1971 году аул.